# 馬塔拉 (斯里蘭卡)

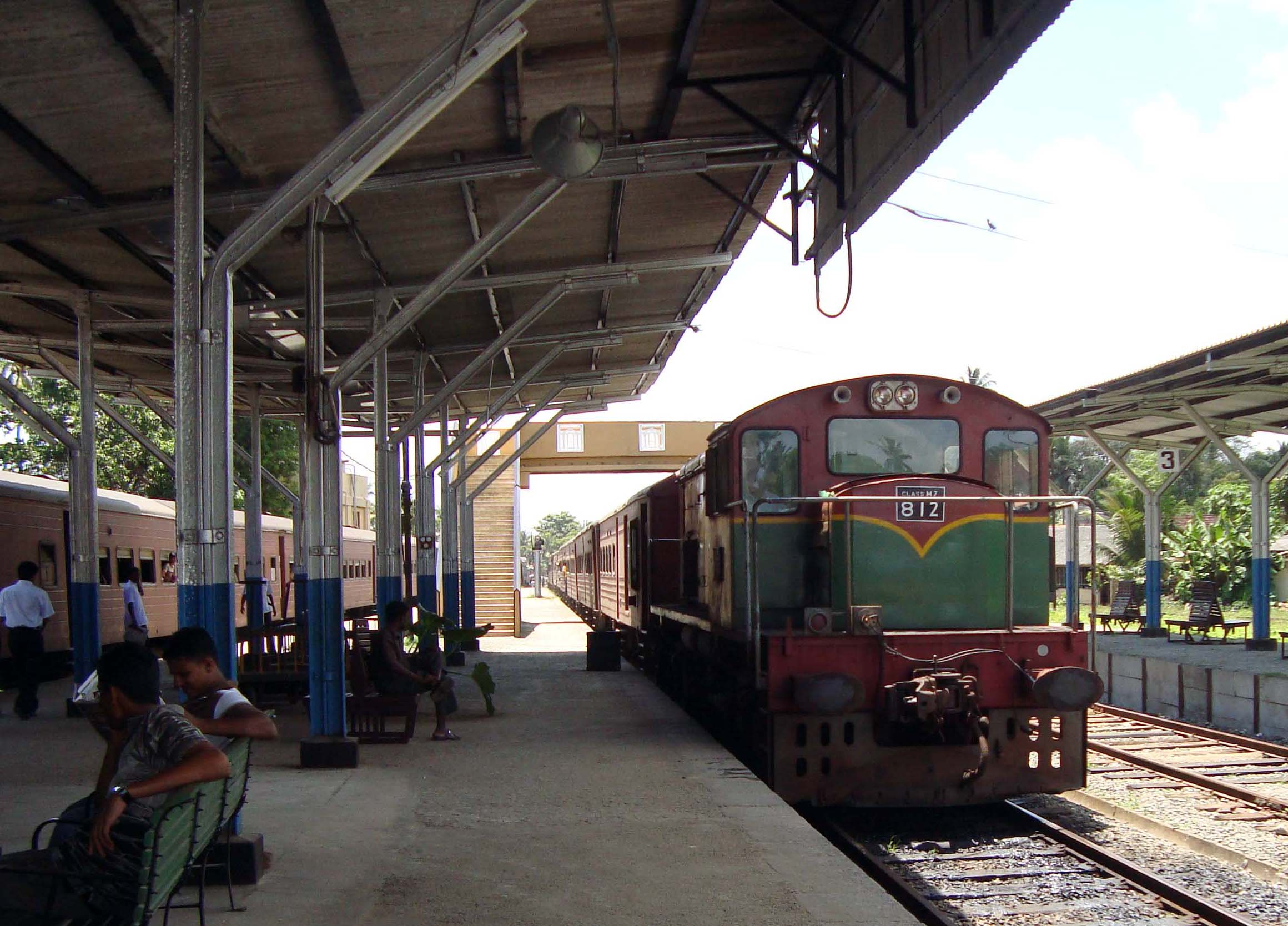
馬塔拉

馬塔拉（羅馬化：Māthara）是斯里蘭卡的城市，位於該國南岸，由南部省負責管轄，距離首都科倫坡160公里，面積13平方公里，海拔高度2米，2011年人口68,244。

## 外部連結
- Matara in Sri Lankan Village Directory
- History of Matara City
- District Secretariat - Matara
- MSN Map
- Matara in Viki.lk